# Copa América de Futsal 1999
La Copa América de Futsal 1999 fue la VI edición del certamen desde que este se celebra bajo el reglamento de la FIFA.

## Equipos participantes
- Argentina
- Brasil
- Paraguay
- Uruguay

### Desarrollo
| Equipo    | Pts | PJ | PG | PE | PP | GF | GC | Dif |
| --------- | --- | -- | -- | -- | -- | -- | -- | --- |
| Brasil    | 9   | 3  | 3  | 0  | 0  | 30 | 3  | +27 |
| Paraguay  | 6   | 3  | 2  | 0  | 1  | 12 | 17 | -5  |
| Argentina | 3   | 3  | 1  | 0  | 2  | 6  | 11 | -5  |
| Uruguay   | 0   | 3  | 0  | 0  | 3  | 3  | 21 | -18 |

| 14 de octubre de 1999 | Paraguay | 4:2 | Argentina |  |  |

| 14 de octubre de 1999 | Brasil | 12:0 | Uruguay |  |  |

| 15 de octubre de 1999 | Brasil | 11:2 | Paraguay |  |  |

| 15 de octubre de 1999 | Argentina | 3:0 | Uruguay |  |  |

| 16 de octubre de 1999 | Brasil | 7:1 | Argentina |  |  |

| 16 de octubre de 1999 | Paraguay | 6:4 | Uruguay |  |  |

### Final
| 17 de octubre de 1999 | Brasil | 9:4 | Paraguay |  |  |

| Brasil                     |
| Campeón Brasil 6.to título |